# Sangue do Meu Sangue (telenovela, 1969)
Pour les articles homonymes, voir Sangue do Meu Sangue.
 (septembre 2024).
Si vous disposez d'ouvrages ou d'articles de référence ou si vous connaissez des sites web de qualité traitant du thème abordé ici, merci de compléter l'article en donnant les références utiles à sa vérifiabilité et en les liant à la section « Notes et références ».
Sangue do meu Sangue est une telenovela historique brésilienne produite par la chaîne TV Excelsior et diffusée de 1969 à janvier 1970. Son scénario a été écrit par Vicente Sesso et elle a été dirigée par Sérgio Britto.
En 1995, une nouvelle version de cette telenovela, produite cette fois par la chaîne SBT, a été dirigée par Paulo Figueiredo, Rita Buzzar et Vicente Sesso lui-même.